# グランプリ・ワールド・チャンピオンシップ
グランプリ・ワールド・チャンピオンシップ (Grand Prix World Championship, GPWC) は、2001年から2005年まで存在したモータースポーツ関連団体。F1に参戦する大手自動車メーカー5社によって結成され、F1世界選手権に対抗する新シリーズ設立を目指して活動した。

## 創設メンバー
- フィアットグループ
  - 傘下のフェラーリのレース部門（スクーデリア・フェラーリ）がF1に参戦。
- フォード
  - 2000年よりジャガーブランド（ジャガー・レーシング）でF1参戦。 コスワースエンジンのレーシング部門を保有。
- BMW
  - 2000年よりウィリアムズへエンジン供給。
- ダイムラー・クライスラー
  - メルセデス・ベンツブランドでマクラーレンへエンジン供給。マクラーレン・グループの株式を一部保有。
- ルノー
  - 2000年にベネトンを買収し、2002年よりワークスチーム（ルノーF1）が参戦。

## 沿革
F1のテレビ放映権料や開催権料といった興行収益は、国際自動車連盟 (FIA) との契約により、バーニー・エクレストンが設立した「SLEC」のグループ企業によって管理されている（2001年から100年間のリース契約）。
2000年5月、ドイツの放送会社EM.TV (en) がSLECの株式50%を取得。2001年3月には、経営難のEM.TVが同じドイツのキルヒ・グループ (en) によって買収され、キルヒはSLECの株式75%を取得した。これらのメディア企業がF1中継の有料放送（ペイ・パー・ビュー）化を示唆したことに対し、F1に参戦する自動車メーカーは視聴者数の減少（広告効果の低下）を招くとして反発した。
2001年4月、フィアットグループ会長のパオロ・カンタレラが音頭をとり、欧州自動車工業会 (ACEA) に加盟する自動車メーカー5社によりGPWCが発足した。GPWCは1997年発効の現行コンコルド協定が期限切れとなる2008年より、独自の世界選手権を設立すると発表。投資銀行ゴールドマン・サックスと提携し、新シリーズの実現可能性調査を委託した。
ただし、北米のインディカーがCARTとIRLに分裂してファン離れを招いた事例もあるため、GPWCは新シリーズ構想を最後の切り札として残しつつ、メーカー側の発言権を強化するための交渉を続けた。
キルヒはF1やサッカー・ワールドカップの放映権を獲得するための過剰投資がたたり、2002年4月に経営破綻した。その結果、キルヒの債権を持つ投資銀行団（バイエルンLB、JPモルガン、リーマン・ブラザーズ）によってSLECの株式が管理される事態となる。GPWCは銀行団と接触したが、買収交渉は不成立に終わった。2003年12月にはSLECとGPWCが今後のF1運営に関して合意したと発表したが、2004年4月にGPWC側が合意案を破棄した。
また、FIAのマックス・モズレー会長（当時）はコスト削減と競争力の均等化を名目として、2003年以降エンジンの使用寿命を段階的に延長し、タイヤセット数を制限するなどの新レギュレーションを導入した。GPWCはこれらの規制案を巡ってFIAとも対立することになる。
2004年9月にフォード（ジャガー）が当シーズンを最後にF1から撤退すると発表し、GPWC加盟メーカーは4社に減った。GPWCはゴールドマン・サックスとの関係を解消し、2004年10月にインターナショナル・スポーツ・アンド・エンターテインメント (iSe) をパートナーとして、各国のプロモーターやテレビ局との個別交渉に入った。
2005年1月、フェラーリがコンコルド協定の延長に同意して、2008年から2012年までF1世界選手権に参戦すると表明。親会社のフィアットもGPWCから離脱し、政争はメーカー側の敗北に終わったかに見えた。しかし、GPWCに残った3社（BMW、ダイムラー・クライスラー、ルノー）に、それまで政治から距離を置いていた日系2メーカー（ホンダ、トヨタ）が合流。新団体としてグランプリ・マニュファクチャラーズ・アソシエーション (GPMA) を設立し、新シリーズ構想を継続することになる。